# Nederlands Hervormde Kerk (Lisse)
Nederlands Hervormde Kerk (ook wel Oude kerk of Grote Kerk) is een kerk aan de Heereweg 250 in de plaats Lisse in de Nederlandse provincie Zuid-Holland. De kerk stamt uit de 15e eeuw. De kerk heeft een eenbeukig schip en koor. De toren is gemaakt van tufsteen.

## Geschiedenis
Graaf Willem II stichtte omstreeks 1250 een kapel aan "de groene weijde van Lis". Deze kerk begon als kapel op een duintop als vervanger voor de 13e-eeuwse kapel. In 1460 werd de kapel door Paus Pius II tot parochiekerk verheven. De kapel werd vervangen door een grotere kerk. De kerk was gewijd aan Sint Agatha. Tussen 1572 en 1574 tijdens de Tachtigjarige Oorlog werd de kerk verwoest. In 1592 werd het schip herbouwd en in 1630 volgde het koor. Omdat de kerk was omwald kwam aan de oostzijde het hoofdportaal. Tijdens het bewind van de protestanten werd de kerk voorzien van wit pleisterwerk.
Door een gulle bijdrage onderging de kerk in 1858 een aanzienlijke restauratie. In 1915 wordt de petroleumverlichting vervangen door gaslicht. Deze gasverlichting wordt in 1922 weer vervangen door elektrisch licht. In 1923 volgde een uitbreiding met een zijvleugel in bruine steen aan de noordzijde om het plaatsgebrek op te vangen. Toen de kerk in 2002-2003 werd gerestaureerd vond men 16e- en 17e-eeuwse grafstenen onder de houten vloer.
Sinds 1973 staat de kerk als rijksmonument ingeschreven in het monumentenregister.
De klok is tijdens de Tweede Wereldoorlog door de Duitsers gevorderd om omgesmolten te worden. De huidige klok is gemaakt in 1949.

## Inventaris
Het orgel stamt uit 1961 en is gemaakt door de firma D.A. Flentrop (Zaandam). Het wetbord uit 1617 wat oorspronkelijk in de toren hing, hangt momenteel in de kerk.

## Graf
In de kerk ligt een grafmonument van Willem Adriaen van der Stel, die namens de Verenigde Oostindische Compagnie (VOC) van 1669 tot 1708 commandeur van Kaap de Goede Hoop was en zijn vrouw Maria de Hasse. Het echtpaar woonde in Lisse het Buitenhuis Uytermeer dat in de Poelpolder lag

## Foto's

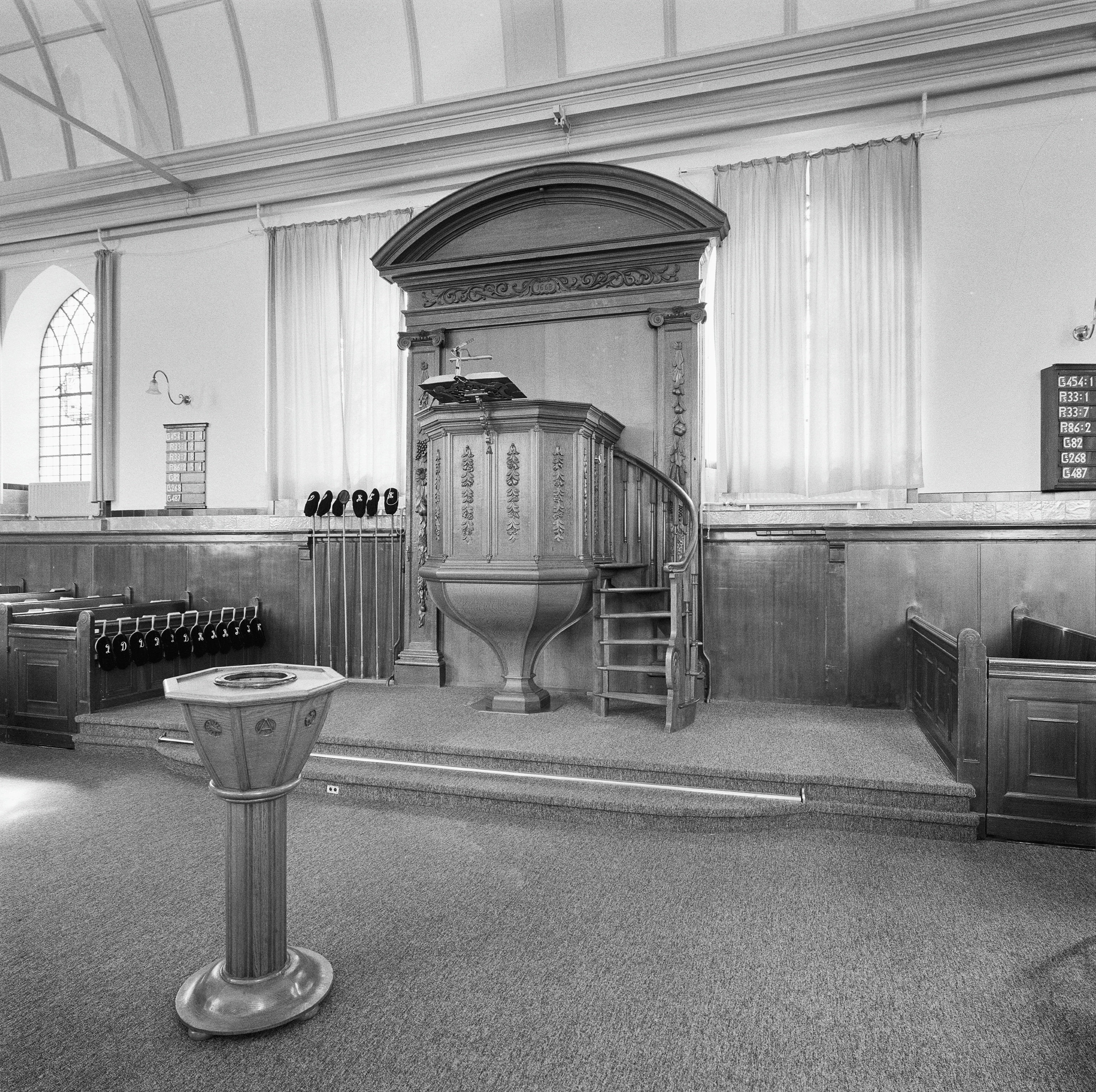
Preekstoel
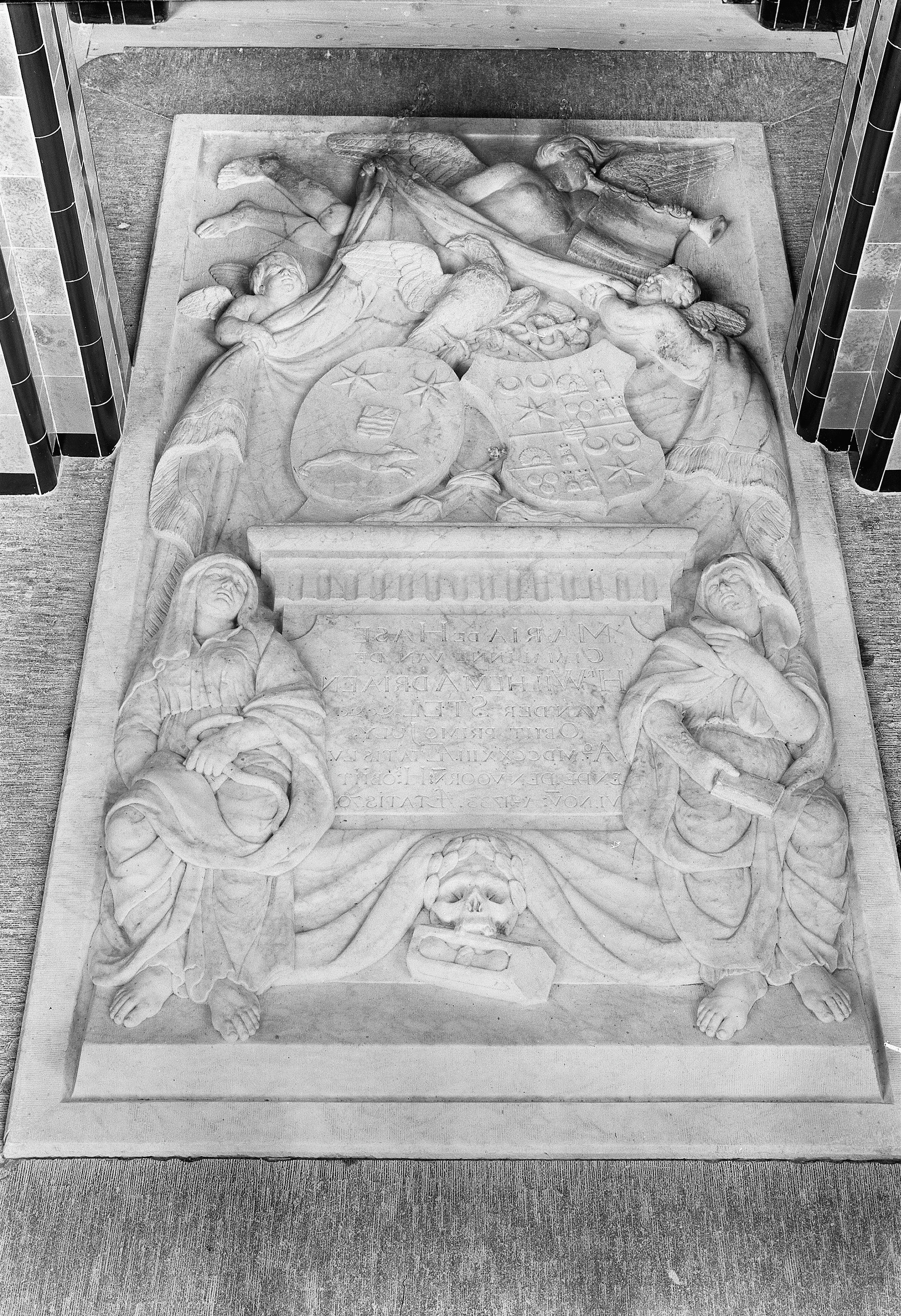
Grafzerk van van W.A.v.d.Stel
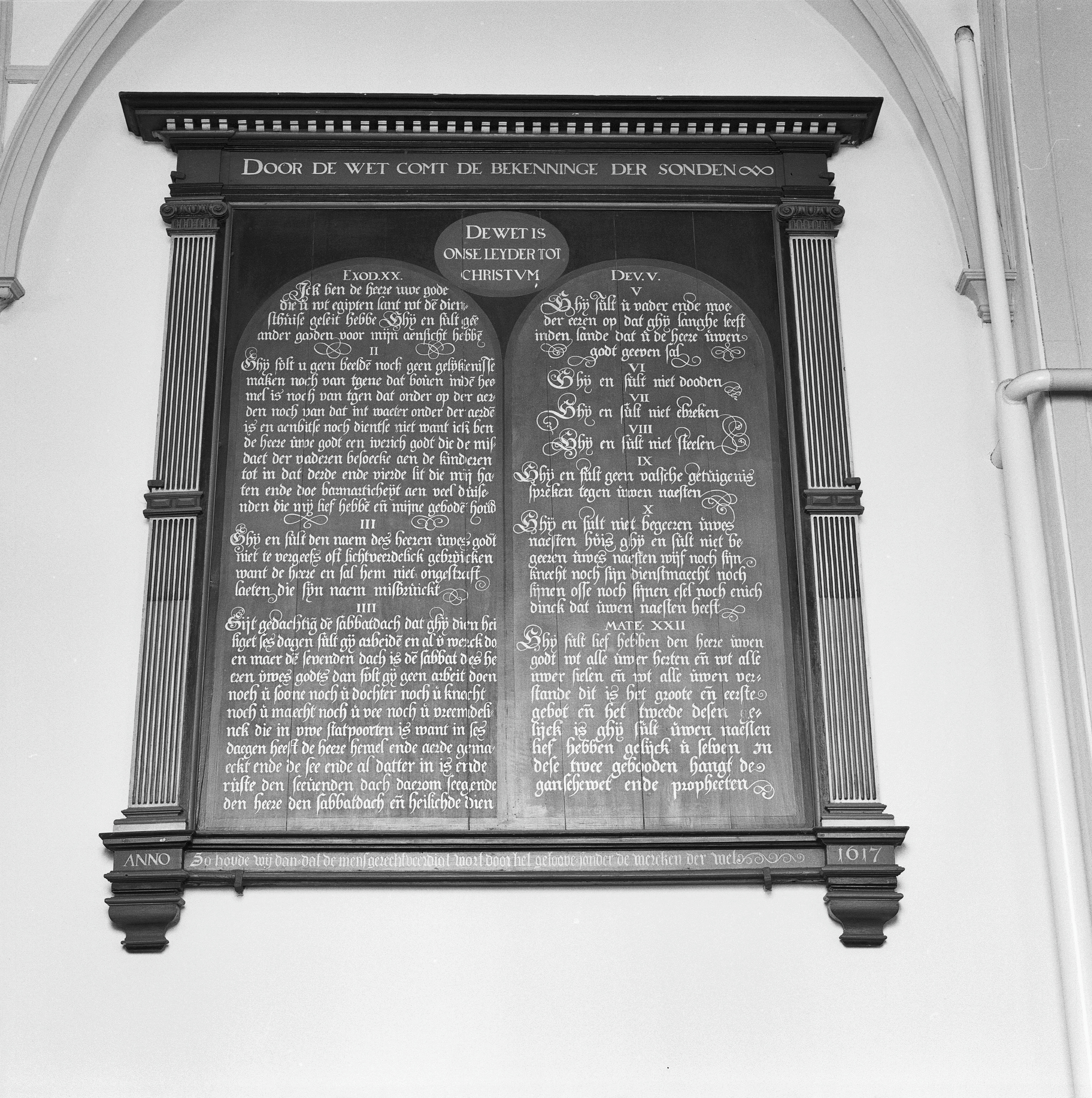
Wetsbord